# 東浜町 (高松市)
東浜町（ひがしはまちょう）は、香川県高松市中心部の町丁。郵便番号は760-0037。一丁目が存在する。住居表示に関する法律に基づく住居表示は実施されていない。

## 地理
高松市役所より1.0km、高松市中心部の都心に位置し、北及び東は市道東浜港多賀線によって区切られ、南は井口町、西は通町に面した建物の裏手にあたる町である。町内には事務所や倉庫、社宅や戸建ての民家が混在しており、市道東浜港多賀線に面した部分にビルやマンションが立地しているほかは木造建築を中心とした小規模な建物が密集している。当町は全域が一丁目であり、一丁目を以って単一の町丁を形成している。
2010年国勢調査による人口は83人（男39人/女44人）、世帯数は56世帯、面積は1万1724.93m2、人口密度は7078.9人/km2。歴史的変遷の結果、町の面積は非常に狭くなっており、東京ドームのグラウンド面積（1万3000m2）よりも狭い。公立小学校・中学校の校区は全域が高松第一小学校・中学校（小中一貫）に属している。
町内における都市計画法に基づく用途地域は全域が容積率400%の商業地域である。

## 歴史
地名の由来は高松城より舟入を隔てた東方にある浜辺の意であるという説と、高松城の築城以前に中央部を大河が流れており、その東岸の浜辺にあった集落を指した地名という説がある。また、当初の町域は現在と異なり、東浜町と城東町のほぼ全域を含んでいた。現・城東町の部分は城東町#歴史を参照。
1890年（明治23年）2月15日、市制施行による高松市成立に伴い東浜町は高松市の町丁の一つとなった。1945年（昭和20年）7月4日には高松空襲で焼失。空襲で壊滅的な被害を受けた高松市中心部では大部分で土地区画整理事業（戦災復興土地区画整理事業）が施行され、築地町でも第一工区二次として区画整理の対象となり、町内の多くの街路が拡張・改良された。この区画整理の完工となる換地処分公告は1964年（昭和39年）1月25日である。
この区画整理による地番整理によって町域は多くの変化を経た。それまで単に「東浜町」であったこの地は、まず1958年（昭和33年）に中部（現・城東町及び東浜町一丁目の各一部）と北部（現・城東町）が東浜町二丁目及び三丁目となった。その後1964年（昭和39年）には最後まで残った単なる「東浜町」南部のうち、一部が井口町と通町に編入され、残部は井口町、新材木町、通町の各一部とともに東浜町一丁目となった。この時点で単なる「東浜町」は消滅し、そのほぼ全域が東浜町一丁目〜三丁目となっている。そして1972年（昭和47年）の住居表示の施行によって、それまでの東浜町二丁目及び三丁目の全域並びに東浜町一丁目及び通町の各一部が独立して城東町が新設されたため、結果的に東浜町はその残部である一丁目がわずかに残る形になった。

## 主要施設
掲載順は地番の順序による
- 法輪寺
- 六代目山口組 二代目若林組 本部